# Интерпретация (психоанализ)
Интерпрета́ция (психоанализ) — центральный этап «техники психоанализа», когда психоаналитик истолковывает глубинные причины, «проливая свет осознания» на возможные истоки проблем, обнаруженные у анализанта, а анализант принимает и понимает это толкование.
Согласно психоанализу патогенные конфликты порождает именно бессознательное, когда неосознаваемые анализантом скрытые механизмы психологической защиты терпят неудачу в попытках нейтрализации источника негативных переживаний, образуя систему застойных патогенных переживаний. Осознав причины патологии, анализант невольно начинает расшатывать эту систему.
Следующий этап, проработка осознанного, запускается лишь на «почве», подготовленной процессом интерпретации.